# Донга (департамент)
Донга (фр. Donga) — департамент Беніну. Був виділений зі складу департаменту Атакора у 1999 році. Адміністративний центр - місто Джугу.

## Географія
Межує на заході з Того; з департаментами: з Атакора на півночі, з Боргу на сході та з Коллінз на півдні і південному сході.

## Адміністративний поділ
Включає 5 комун:
- Басила (фр. Bassila)
- Джугу (місто) (фр. Djougou Urban)

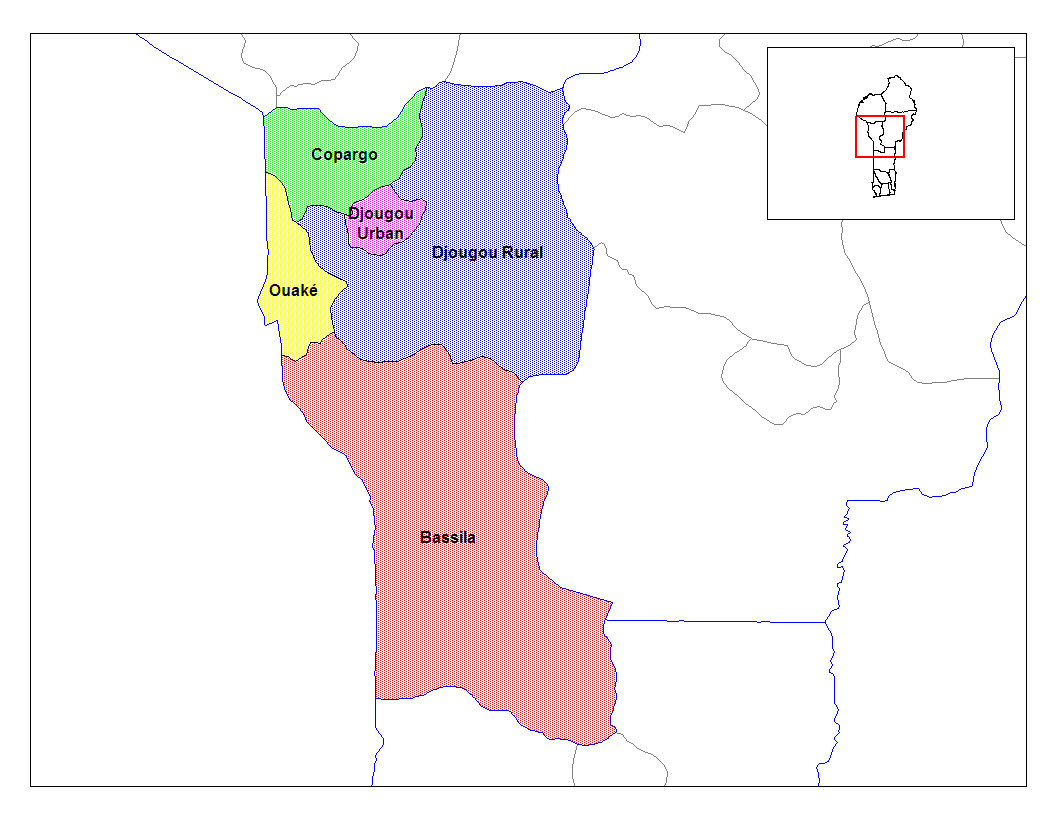
Комуни департаменту Донга.

- Джугу (сільська комуна) (фр. Djougou Rural)
- Копарго (фр. Copargo)
- Ваке (фр. Ouaké)